# Style Andreu-Motte du métro de Paris
Pour un article plus général, voir Aménagement des stations du métro de Paris.

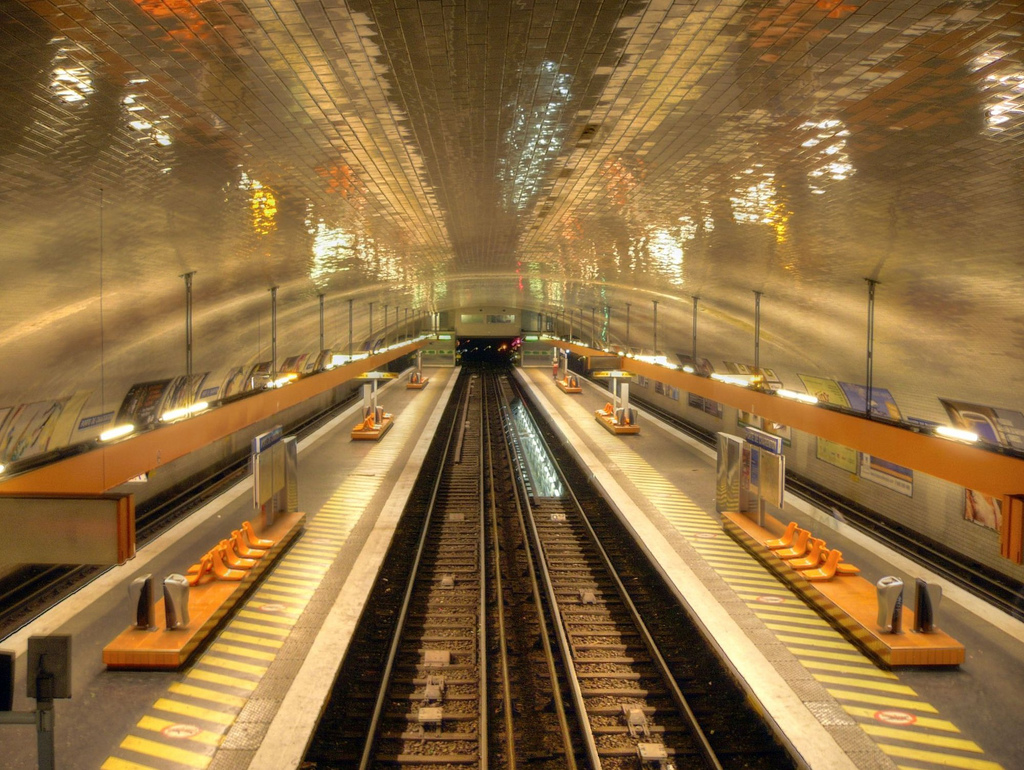
Exemple de station aménagée en style « Motte » : Porte de Charenton.

Le style Andreu-Motte du métro de Paris est un type de décoration mis en œuvre dans une centaine de stations du réseau entre 1974 et 1984. Ce nouvel aménagement est dirigé par l'architecte Paul Andreu et le décorateur Joseph-André Motte et rompt avec le précédent style orangé dit « Mouton ». Ce nouveau style, appelé alors style Andreu-Motte est fondé sur le blanc et les carrelages biseautés classiques, mais avec la réintroduction de la couleur dans les stations au moyen de deux lignes colorées, constituées par les bandeaux d'éclairage et les sièges. Inconsciemment, les voyageurs mémorisent la couleur associée à leur station. Ils peuvent ainsi déterminer, à l'aide de l'ambiance de la station et sans regarder la pancarte, le nom de la station.

## Principe d’aménagement

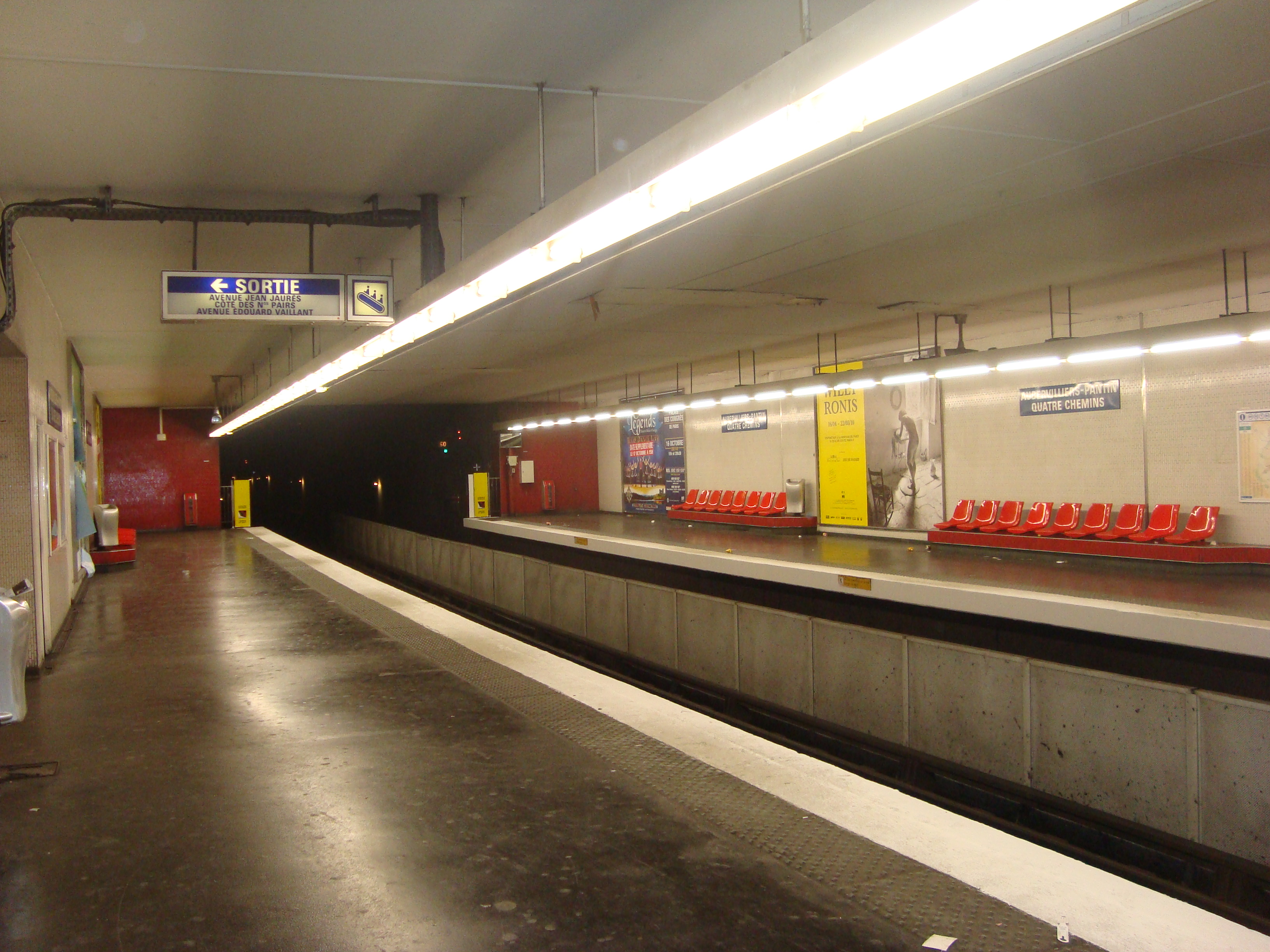
Un aménagement « Motte » de la station Aubervilliers - Pantin - Quatre Chemins.

En 1973, une campagne de requalification des quais du métro est lancée afin de traiter un tiers des volumes quais qui apparaissent comme vétustes.
Un nouvel aménagement est proposé par le décorateur Joseph-André Motte au Comité d'esthétique présidé par le directeur général M. Giraudet. La couleur principale redevient le blanc, couleur neutre et lumineuse, et on revient aux carrelages biseautés classiques, le carrelage orange du style « Mouton » étant jugé comme absorbant trop de lumière. La couleur ne disparaît cependant pas complètement : elle est introduite dans les stations au moyen de deux lignes, constituées par les bandeaux d'éclairage et les sièges. Les stations reçoivent un éclairage particulier nommé le style « Andreu-Motte », reconnaissable à deux longues rampes lumineuses (par des lampes au sodium) abritées par un coffrage de section rectangulaire placé au-dessus de chaque quai et assorti à la couleur des sièges « coque » de la station. Les couleurs (parmi elles : jaune, rouge, vert, bleu et orange) varient d'une station à l'autre.
Inconsciemment, les voyageurs mémorisent la couleur associée à leur station. Ils peuvent ainsi déterminer, à l'aide de l'ambiance de la station et sans regarder la pancarte, le nom de la station. En 1974, trois stations pilotes sont équipées : Pont-Neuf (ligne 7) en orange, Ledru - Rollin (ligne 8) en bleu foncé et Voltaire (ligne 9) en jaune. Le carrelage d'origine en bon état n'est pas modifié. En 1975, c'est au tour de la station Jussieu des lignes 7 et 10 d'être rénovée selon le même style, mais des carreaux plats sont posés. Les trois années suivantes, d'autres stations sont rénovées selon le même principe, dont Concorde, première d'entre elles à couverture métallique.
Des stations neuves sur les extensions récentes sont également aménagées en style Motte, avec quelques adaptations liées à leur configuration, comme Mairie de Clichy (ligne 13), Gabriel Péri (ligne 13), Fort d'Aubervilliers (ligne 7), Aubervilliers - Pantin - Quatre Chemins (ligne 7), Boulogne - Jean Jaurès (ligne 10), et Saint-Denis - Porte de Paris (ligne 13) jusqu'en 1996 environ, avant les travaux de mise aux normes pour la desserte du Stade de France.
Au total, une centaine de stations du réseau sont décorées en style « Andreu-Motte » de 1974 à 1984, avant l'apparition d'un nouveau style, le « Ouï-dire ».

## Le concept
Le projet de Paul Andreu et de Joseph-André Motte est retenu avec l'idée de créer un concept d’aménagement basé sur des éléments qui permettent de libérer l’espace tout en apportant un confort pour l’usager. Il ne s’agit pas d’esthétique ni de décoration mais bien d’un concept qui repose sur des aménagements fondateurs pouvant s’apparenter à une charte architecturale. Cette notion prend toute sa valeur dans le temps, rejetant tout effet de mode.
La charte d’aménagement définie par l'Andreu-Motte permet ainsi de libérer l’espace tout en apportant un confort pour l’usager. Le principe est fondé sur le traitement de plusieurs éléments fédérateurs des volumes quai, à savoir :
- les appareils d'éclairages et les câbles techniques intégrés dans un bandeau suspendu ;
- une banquette maçonnée recevant les sièges et divers équipements ;
- la définition d'un siège (dit siège « coque ») ;
- la couleur comme attribut visuel.

Les couleurs vives retenues par l'Andreu-Motte sont d'autant plus ressenties qu’elles apparaîtront sur fond blanc et ne sont appliquées qu'aux banquettes (selon le cas), bandeaux lumineux, sièges, seuils des couloirs débouchant sur les quais et tympans (selon le cas) et à la charpente métallique (dans les stations cadres uniquement).
L'ensemble de ces composants colorés ne représente qu’une petite partie de la surface couverte mais, limités et vifs, ils arrivent à en contrôler la perception.

## Organisation des quais

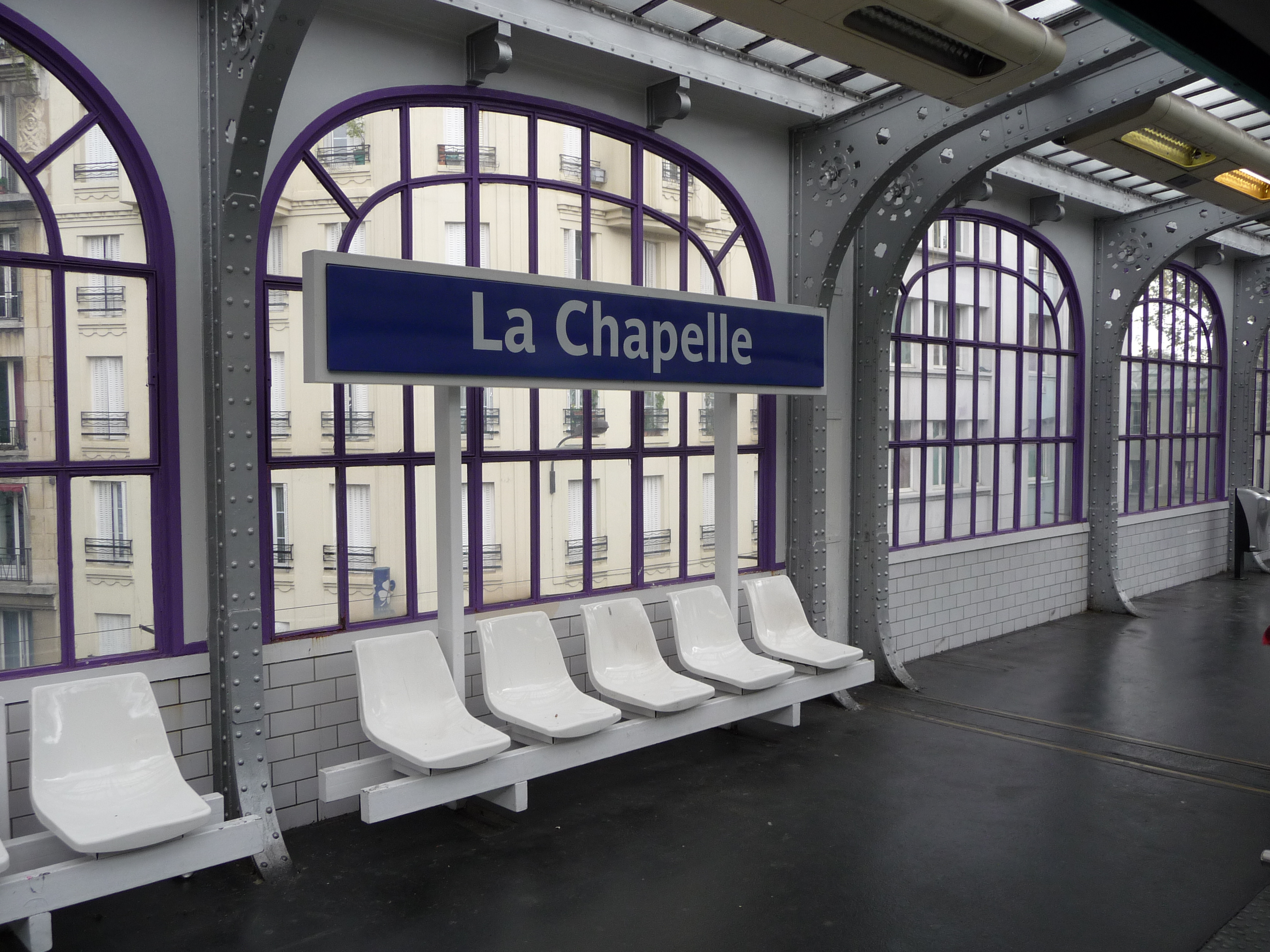
La station La Chapelle illustre le cas des stations aériennes : la couleur s'inscrit sur les entourages des vitrages, les sièges reposent sur des structures métalliques.

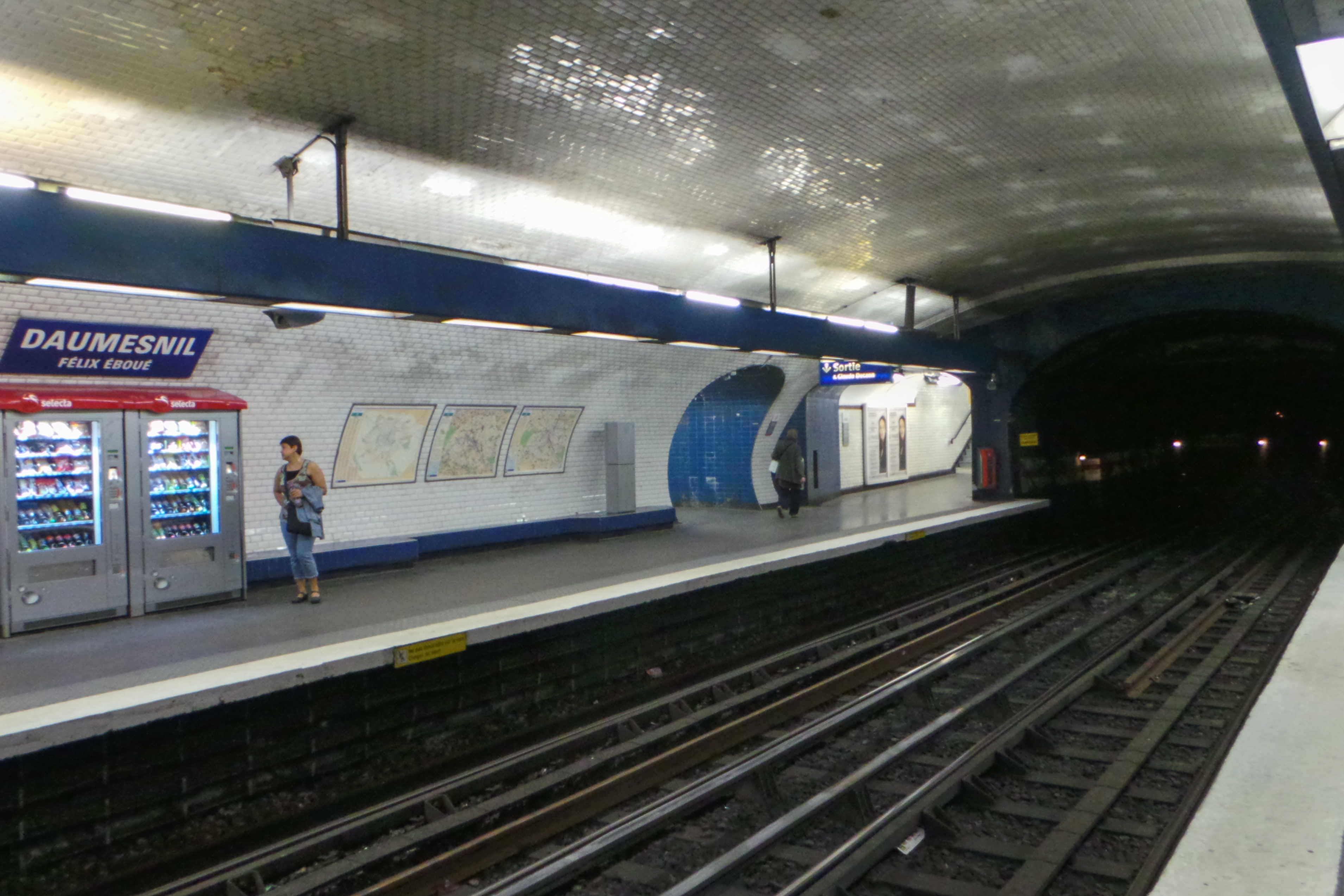
Cette vue de la station Daumesnil de la ligne 8 illustre la plupart des caractéristiques d'une rénovation de type A : accès aux couloirs avec carreaux bleus (couloir de correspondance et couloir d'entrée/sortie), banquette bleue avec retrait au droit des panneaux d'information et bandeau d'éclairage et tympan bleus. Le carrelage blanc biseauté a tout de même été remplacé à l'identique sur tous les piédroits, ce qui explique que le nom de la station soit sur une plaque.

Selon les configurations, il existe deux types de rénovation de style Andreu-Motte :
- les volumes quais de type A lorsque le carrelage d’origine, en bon état de conservation, n’est pas remplacé ;
- les volumes quais de type B lorsque le carrelage d’origine, en mauvais état de conservation, est remplacé par des carreaux plats de 10 × 20 cm.

L'organisation d’un quai de type A se fait en fonction de l’organisation existante puisque le carrelage d’origine est conservé : les cadres publicitaires et les noms de station sont maintenus ; l’aménagement Andreu-Motte se fait en complément (banquette, bandeau lumineux, sièges, seuils et tympans).
L'organisation d’un quai de type B est redéfinie compte tenu de l’abattage du carrelage d’origine.
- Les cadres publicitaires de 4 × 3 m sont regroupés par deux et sont au nombre de 6 à 8 dans les stations de 75 m, de 9 à 12 dans les stations de 105 m.
- Les sièges sont disposés au droit des affiches, généralement par groupe de 8 ou 9 ; leur nombre total peut varier de 20 à 100 par quai selon le nombre d’accès et la longueur de la station (75 m ou 105 m).
- Dans les stations cadre, les sièges sont le plus souvent disposés entre les panneaux publicitaires de 4 × 3 m qui eux-mêmes sont réglés de part et d’autre des retombées de poutre.
- Entre chaque groupe d’affiche est disposé le nom de la station ainsi qu’un panneau d’information pour le voyageur.

Parmi les singularités, les stations à quai central sont pourvues de banquettes discontinues de 1,20 m de largeur sur laquelle les sièges sont dos à dos. Les stations terminus rénovées selon la charte Andreu-Motte n’ont souvent pas de banquette sur le quai et aucun siège.
Organisation sur quai des stations cadres (assimilées à des rénovations de type B).
- La couleur s'applique au bandeau lumineux, aux sièges ainsi qu'à la structure métallique en couverture.
- La banquette et le seuil des couloirs débouchant sur quais sont laissés en blanc.

Le traitement d'une station cadre diverge des autres stations à voûte ; l'impact visuel repose sur un volume orthogonal sur lequel vient s'accrocher une couverture métallique structurante. La mise en peinture de cette structure porte le regard vers le haut : la banquette maçonnée est « neutralisée » pour respecter une forme d'équilibre colorimétrique.
Si les stations cadres ont leur propre identité, cette même question s'est posée dans l'étude des stations aériennes. À ce titre, la station La Chapelle (ligne 2) a fait l'objet d'un prototype Andreu-Motte. Comme autre forme d'espace, la station aérienne échappe au système initial et la banquette maçonnée n'y a aucune légitimité. La couleur est présente dans le traitement des huisseries et du vitrage transparent qui appelle au jardin et au paysage. Le bandeau lumineux est profilé libérant ainsi le regard des aspects techniques. Les sièges et la structure métallique sont colorés ; les assises reposent sur une section métallique carrée et sobre.

## Les composants

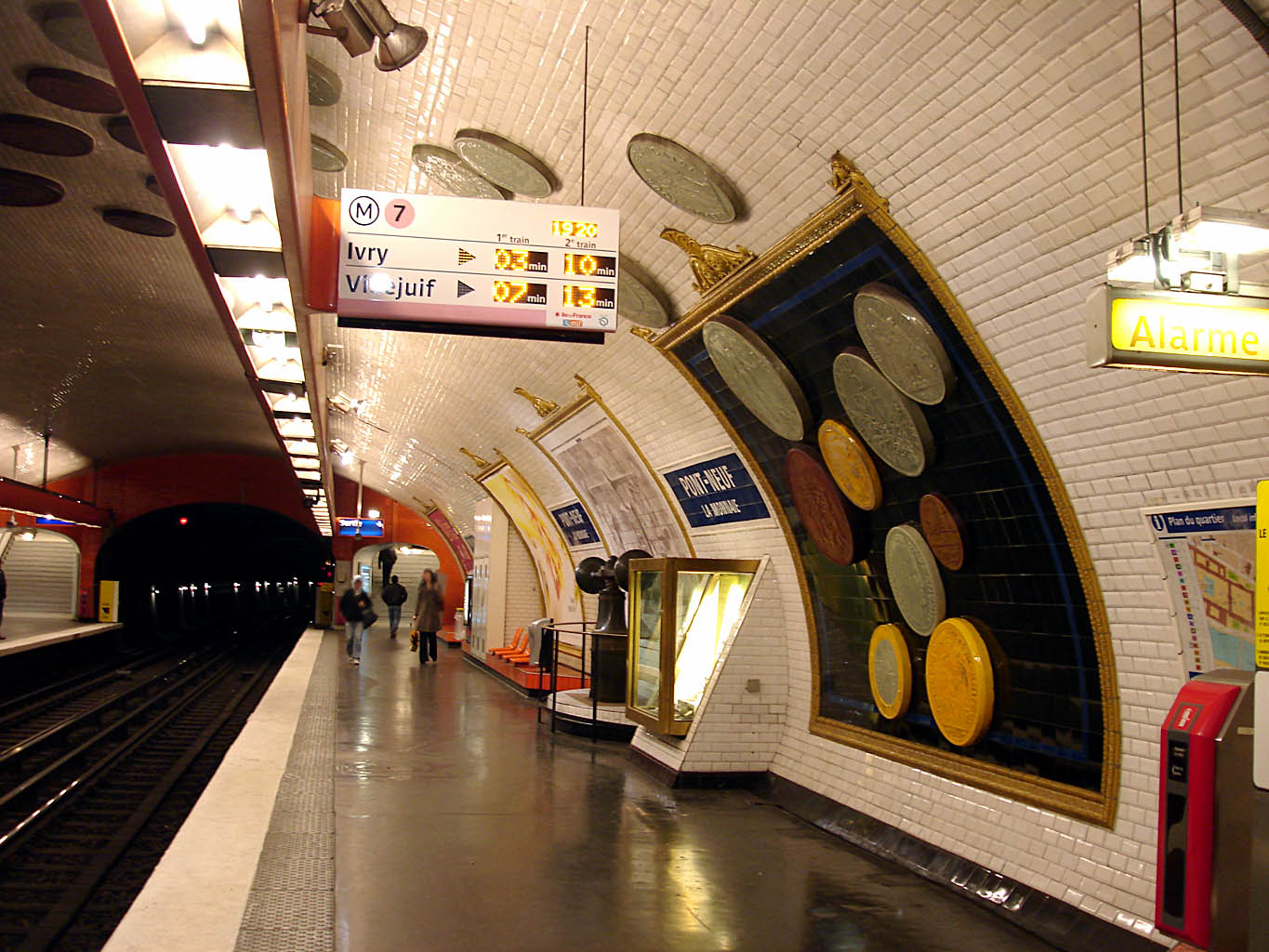
Style Motte orange à la station Pont-Neuf.

La banquette maçonnée est l'élément fédérateur de la charte Andreu-Motte. Elle ordonne et structure l’espace de la station, supprime les entraves de circulation et intègre l'ensemble du mobilier. Le flux des voyageurs est ainsi rendu plus fluide par l'absence de recoins et d'obstacles tout en éliminant visuellement le caniveau qui se trouve reporté de façon intégrée. À la suite des trois premiers prototypes réalisés en 1974 aux stations Pont-Neuf, Ledru-Rollin et Voltaire, un retrait est réalisé sur la banquette au droit des porte-plans afin d'en faciliter la lecture.
Le siège coque créé par Joseph-André Motte qui accompagne le concept Andreu-Motte fait désormais partie de l'image du métro. L’assise offre l'avantage d'être d'une grande fiabilité, sa couleur participe pleinement de la cohérence d’ensemble du volume quai.
Le concept Motte reprend la lumière comme dispositif principal de son concept par la mise au point d’un bandeau lumineux qui supporte plusieurs fonctions, l'une fonctionnelle, l'autre esthétique. Il apporte un éclairage uniforme sur l'ensemble du quai, en lumière directe par des tubes fluorescents de couleur blanc chaud, et en lumière indirecte par des lampes au sodium haute pression au ton orangé (dispositif d'origine), remplacées aujourd'hui par des tubes fluorescents. D’autre part, il intègre l'ensemble des composants techniques, câbles, éclairage de secours, sonorisation et supports signalétiques.
Les différents mobiliers conçus par Andreu-Motte ont une histoire plus discrète. Composants exclusifs de la banquette, ils offrent l'avantage de ne pas être posés à même le sol et d’offrir un continuité visuelle.

## Les matériaux

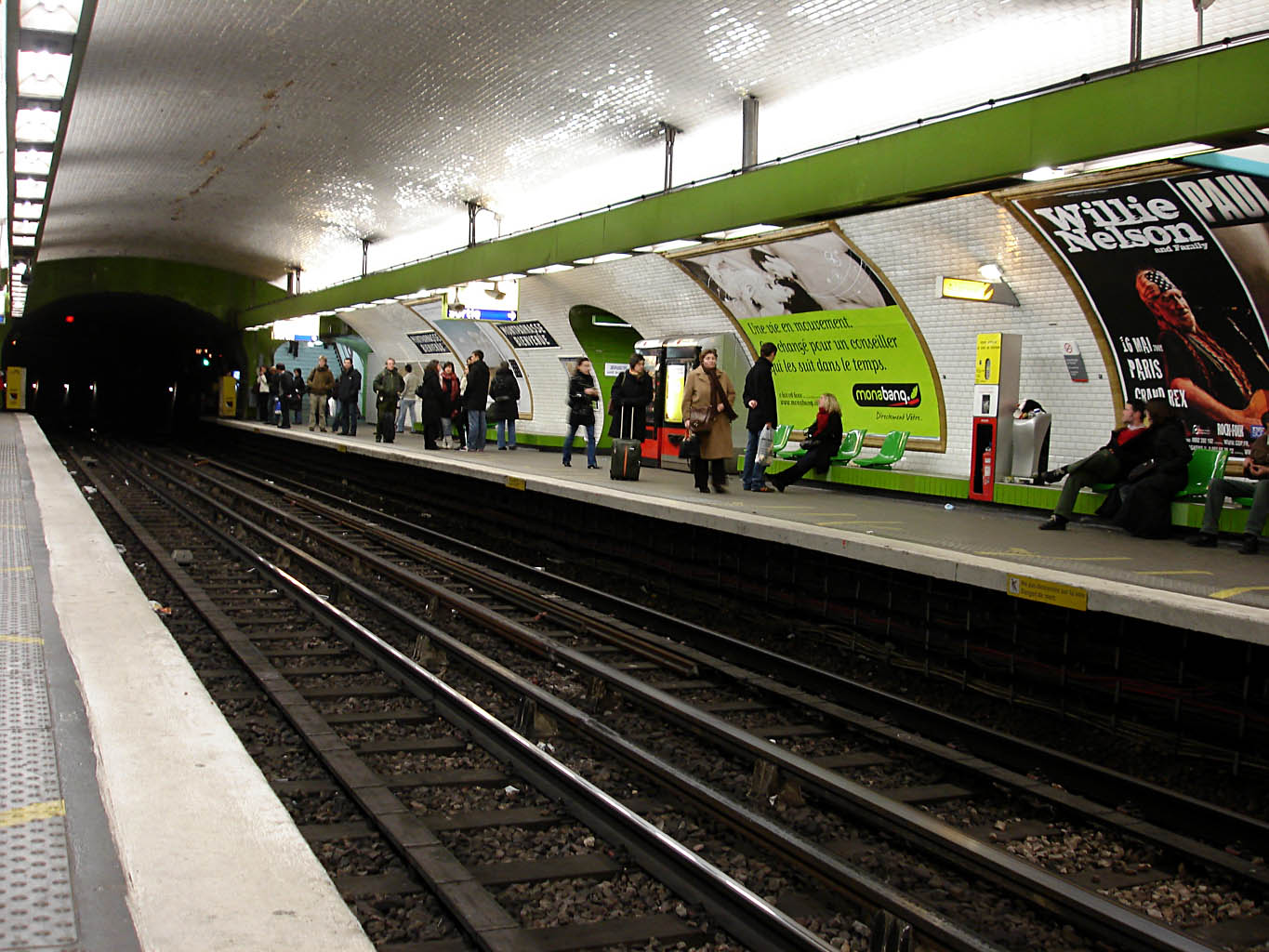
Style Motte vert à Montparnasse - Bienvenüe, ligne 13.

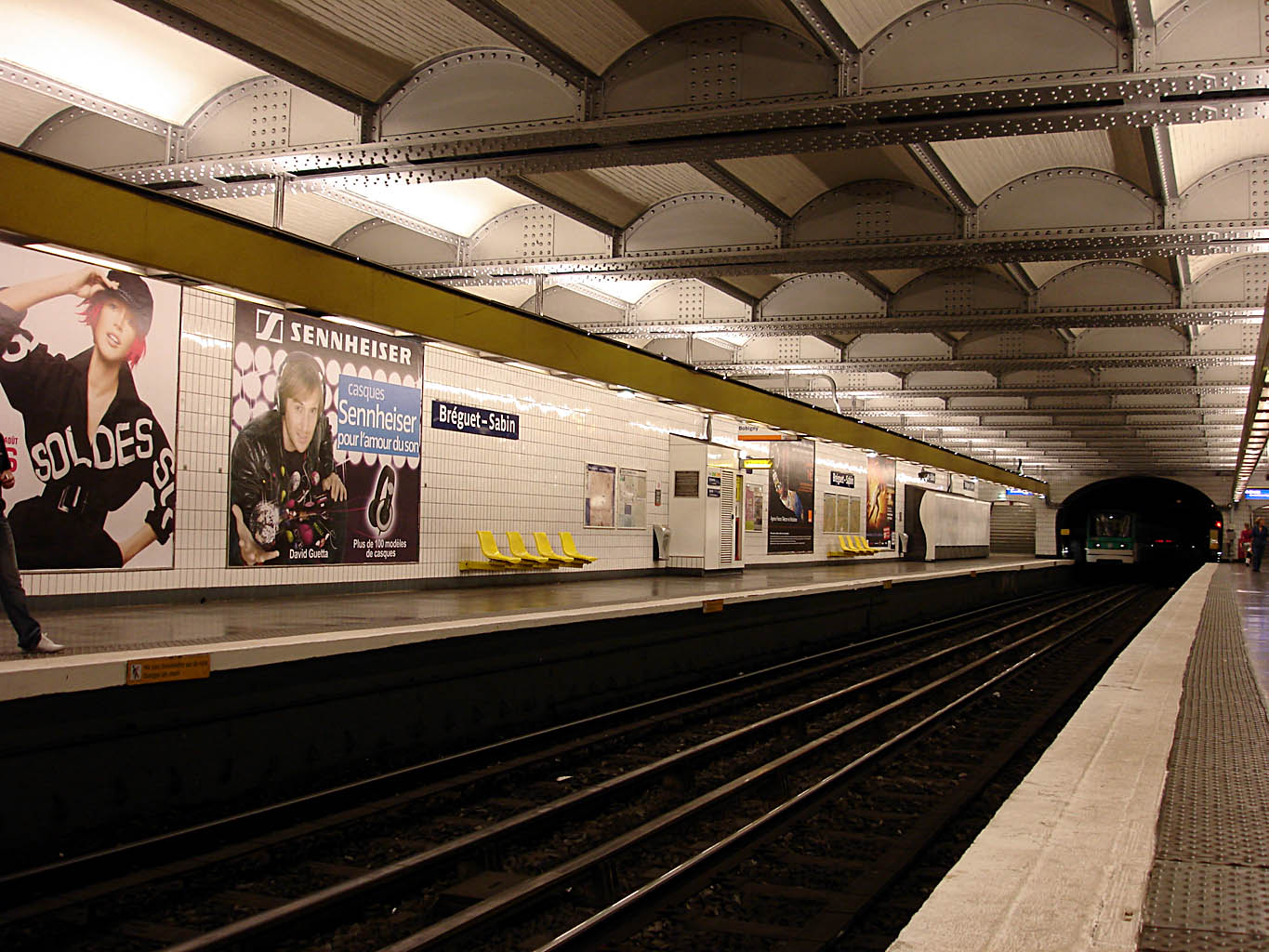
Style Motte jaune à Bréguet - Sabin, ligne 5, rénovée à l'aide de carreaux plats de.

La couleur constitue un élément à part entière, uniformisant l'ensemble des composants ; elle ponctue l'espace et donne un statut à chacun des lieux identifiés : l’attente (banquette), la lumière (bandeau lumineux), la limite (tympans et seuils). La couleur marque le seuil entre le quai et les couloirs ; elle marque les sorties et les correspondances en les identifiant comme point coloré. Le traitement en couleur des pénétrations organise des seuils de transition entre le volume « moderne » du quai et ceux plus patrimoniaux des accès. La présence de couleur sur les tympans atteste la volonté d'adoucir le contraste entre la lumière rassurante de la station et l'inquiétude de pénétrer dans le noir : l'effet de frontière s'en trouve ainsi atténué.
À l'origine de la charte, il n’y avait que trois couleurs : bleu Motte, jaune Kepler, et orange Andreu-Motte, puis est venu s’ajouter du vert.
Les couleurs ont évolué et d'autres sont venues s'ajouter. Le bleu d'origine par exemple a connu une nuance plus claire. Le vert prescrit ensuite a été remplacé par un autre, jugé plus agréable. Il apparaît que les couleurs prescrites à l'origine ont subi des variations au cours du temps avec des compositions multiples. Le modèle le plus courant étant l'orange/marron puis le orange/orange. D'autres couleurs comme le vert déployé à Montparnasse - Bienvenüe (ligne 13) et le bleu Motte à Alma - Marceau (ligne 9) n'ont pas été reconduites. Une seule station existe en rose (Concorde sur la ligne 1) et trois en violet (Concorde sur la ligne 8, Palais-Royal − Musée du Louvre sur la ligne 1, et Opéra sur la ligne 3). Ces couleurs font partie du lexique des stations exceptionnelles de type Andreu-Motte.
La différence de traitement entre les stations cadre et les stations voûtées ne réside pas uniquement sur une différence de mise en couleur des composants. Dans les stations cadre, plusieurs types de carrelages sont mis en œuvre sur les parois dans l’objectif de différencier les stations entre elles. À ce titre, la première station de prestige est Concorde (ligne 1) en carrelage d’aspect vitrifié de 60 × 30 cm, carrelage qui fut ensuite déployé à Palais Royal - Musée du Louvre (ligne 1) et encore Concorde (ligne 8). D’autres stations moins prestigieuses ont été rénovées en grès étiré : c'est le cas de Saint-Lazare (ligne 3), Havre - Caumartin (ligne 3), et Opéra (ligne 3). Certaines furent rénovées avec un carreau de 10 × 20 cm plat comme dans les stations Bréguet - Sabin (ligne 5), Père-Lachaise (ligne 2), Richard-Lenoir (ligne 5), ou Strasbourg - Saint-Denis (lignes 4, 8 et 9).
À partir de 1984, des réductions budgétaires conduisent à des variantes économiques qui se déclinent dans le traitement des volumes quais et viennent ainsi s’ajouter le type A’ et le type B’ :
- de type A’ quand le carrelage d’origine est conservé mais stabilisé par une résine ;
- de type B’ pour les stations dont le carrelage d’origine est remplacé en carreaux plats de 10 × 20 cm mais uniquement jusqu'à hauteur du bandeau lumineux, la partie haute étant enduite de résine.

Les banquettes, les seuils et les tympans sont traités en grès étiré plat à bord vif de dimension 10 × 20 cm. Les carreaux colorés constituent le socle décoratif des stations voûtées et s'appliquent aux banquettes, aux seuils et aux tympans contrairement aux stations cadres dont les carreaux sont blancs. La présence de carrelage coloré sur le tympan des stations voûtées n'a pas de lien direct avec les rénovations de type A ou B mais dépend du bureau d’étude chargé de la conception.

## Le cas des prolongements de lignes

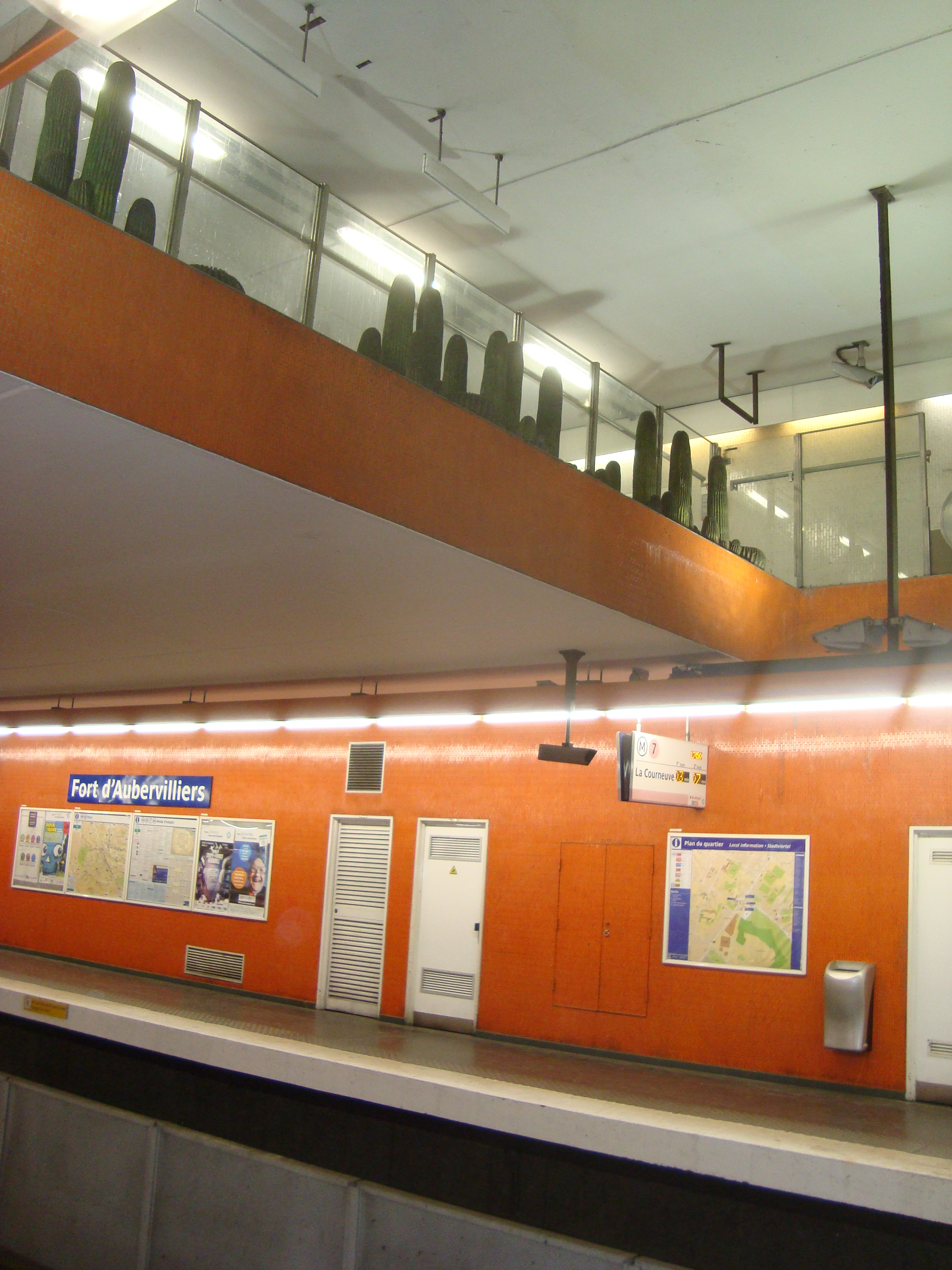
La station Fort d'Aubervilliers est conçue sur deux niveaux, avec une salle des billets en mezzanine.

Les travaux neufs entrepris au cours de ces années ont bénéficié d'un traitement esthétique proche du concept Andreu-Motte.
Les stations neuves sont le plus souvent des stations de type cadre en béton, de double hauteur avec une salle des billets en mezzanine, comme Fort d'Aubervilliers (ligne 7) ou Mairie de Clichy (ligne 13). Dans ces stations, les piédroits sont couverts de carreaux en grès étiré de 3 × 10 cm comprenant une banquette, des assises de type « coques » et un bandeau lumineux.
S’agissant de stations neuves de type cadre, les codes originaux ont changé puisque la banquette, les tympans et les murs sont colorés, la couverture étant peinte de couleur sombre. Les appareils d'éclairage se sont également écartés de la forme originelle mais demeurent toujours suspendus. Certaines nouvelles stations du RER ont également été aménagées selon ce même modèle. C'est le cas de la gare de Noisy-le-Grand - Mont d'Est (ligne A) où l'on retrouve tous ces éléments d'aménagement (sièges blancs, banquettes et luminaires rouges).